# Leora Auslander
Pour les articles homonymes, voir Auslander.
Leora Auslander (née en 1959) est une historienne américaine, spécialiste d'histoire sociale et d'histoire du genre.

## Biographie
Originaire de la Nouvelle-Angleterre, Auslander a passé une partie de son enfance hors des États-Unis. Son expérience du travail du bois a profondément influencé son développement intellectuel et son choix d'étudier l'histoire de l'ameublement dans ses rapports avec le genre.
Auslander obtient son bachelor à l'université du Michigan, en 1979, suivi de ses études à l'université Harvard, en 1982, et son doctorat à l'université Brown en 1988, où elle étudie avec le professeur Joan W. Scott. Elle rejoint l'université de Chicago en 1987, en tant que  professeur d'histoire sociale européenne. Le travail d'Auslander est soutenu par des bourses de recherche de l'Institute for Advanced Study (1992-1993) et le Center for Advanced Study in the Behavioral Sciences (1995-1996) à Palo Alto.
De 1996 à 1999, Auslander dirige le Centre d'études du genre de l'Université de Chicago,. Leora Auslander est membre de la fondation Berthold-Leibinger à l'American Academy in Berlin, en Allemagne, pour l'automne 2008.
Elle se spécialise dans l'histoire de la France et de l'Allemagne, en se concentrant sur les XIXe et XXe siècles, et leur histoire sociale, la culture matérielle et la Consommation; l'histoire et les théories du genre ainsi que de  l'histoire juive et l'histoire coloniale et post-coloniale de Europe. Auslander a aussi des plans pour un futur projet sur l'architecture et l'histoire urbaine de Dakar. Elle est principalement connue pour son travail sur la culture matérielle intitulée Taste and Power (Le Goût et le Pouvoir), qui détaille l'histoire du design d'intérieur au sein de la France moderne.

## Travaux
- (en) Auslander, Leora, Cultural Revolutions: Everyday Life and Politics in England, North America, and France, Berkeley et Los Angeles, University of California Press, 2009
- (en) Auslander, Leora, « Beyond Words », American Historical Review, no 110,‎ octobre 2005 (lire en ligne)
- (en) Auslander, Leora, Taste and Power: Furnishing Modern France, Berkeley, University of California Press, 1996